# Kamowakeikazuchi-jinja

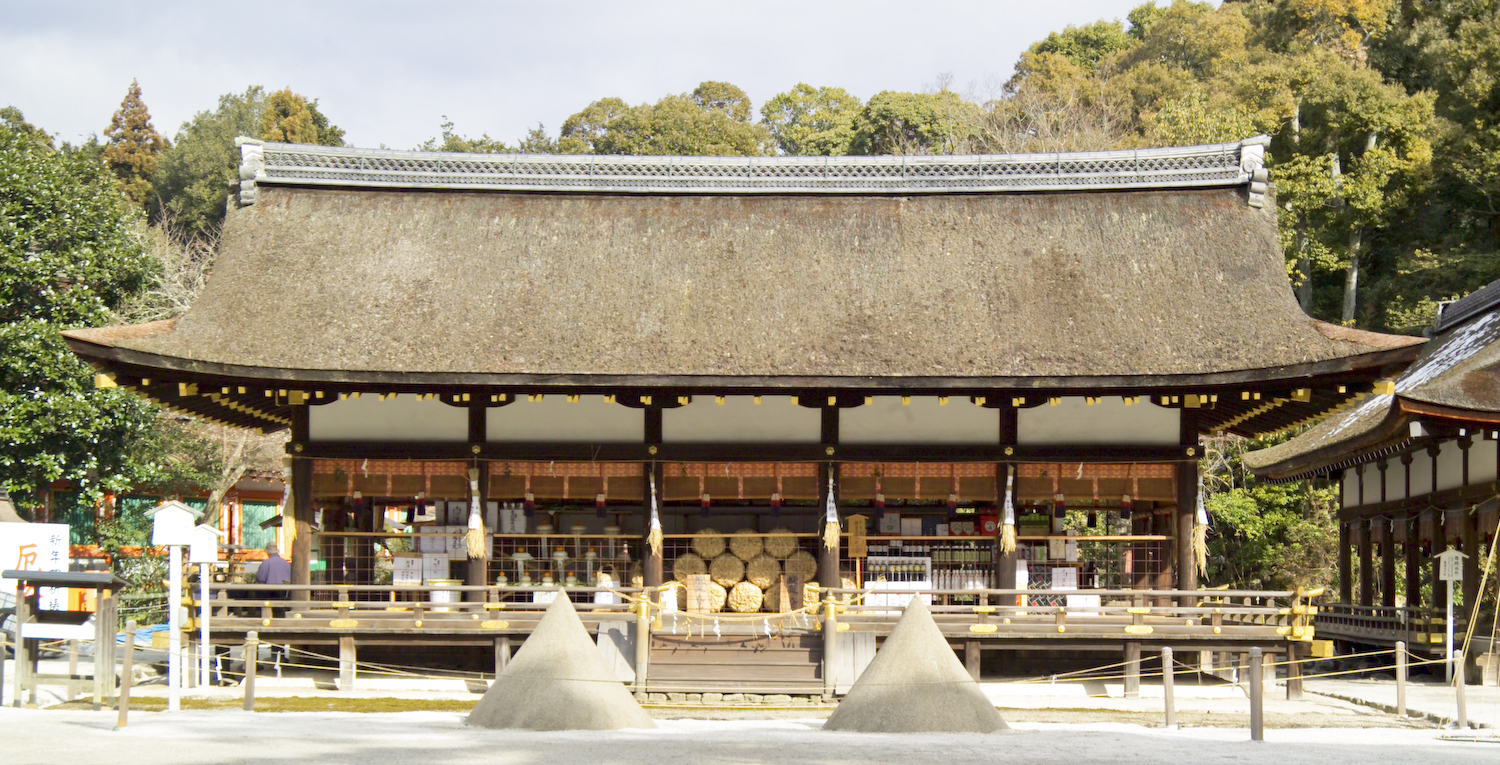
Kamowakeikazuchi-jinja

Kamowakeikazuchi-jinja (賀茂別雷神社), Kamigamo-helgedomen, är en helgedom i Kyoto i Japan. Kamowakeikazuchi-jinja är en del av historiska Kyoto som finns med på världsarvslistan.